# Union démocrate-chrétienne (Ukraine)
Pour les articles homonymes, voir Union démocrate-chrétienne.
L'Union démocrate-chrétienne (en ukrainien : Християнсько-демократичний союз (Khrystiyansko Demokratichnyj Soyuz)) est un parti politique ukrainien de tendance modéré et pro-européen fondé en février 1997 à Kiev sous le nom d'Union populaire chrétienne, membre de l'Internationale démocrate centriste et actuellement en négociations en vue d'adhérer au Parti populaire européen.
Créée sous le nom d'Union populaire chrétienne, le parti participe en mars 2002 à l'alliance Bloc Viktor Iouchtchenko « Notre Ukraine » menée par Viktor Iouchtchenko, victorieuse aux élections législatives. En 2003, l'Union populaire chrétienne fusionne avec plusieurs petits mouvements (le Parti chrétien-démocrate ukrainien, le Parti chrétien-démocrate d'Ukraine et l'Union ukrainienne des chrétiens) et prend son nom actuel. L'avocat Volodymyr Stretovych devient président du parti.
En 2006 et 2007, l'Union démocrate-chrétienne reconduit son alliance au sein du bloc Notre Ukraine non sans quelques discussions internes sur la pertinence de ce choix. En 2008, une petite formation, le Parti des chrétiens - Union populaire rejoint l'UDC. En 2009, le parti participera à une nouvelle coalition conduite par le maire de Kiev, Leonid Chernovetskyi, leader du Parti chrétien-libéral d'Ukraine.